# سفارة إستونيا في ألمانيا
سفارة إستونيا في ألمانيا هي أرفع تمثيل دبلوماسي لدولة إستونيا لدى ألمانيا. تقع السفارة في وهي تهدف لتعزيز المصالح الإستونية في ألمانيا.

## وصلات خارجية
- الموقع الرسمي
- قائمة سفارات إستونيا
- قائمة السفارات في ألمانيا